# جواز سفر بريطاني (أنغويلا)
جواز سفر أنغويلا هو جواز سفر بريطاني يصدر لمواطني أنغويلا وهي إحدى الأقاليم البريطانية التي تقع وراء البحار. اعتبارًا من عام 2015، تصدر جميع جوازات السفر الأنغولية من قبل مكتب جوازات سفر صاحبة الجلالة.

## روابط خارجية
- الموقع الرسمي لمكتب جوازات السفر في أنغويلا